# Smolarnia (powiat czarnkowsko-trzcianecki)
Smolarnia (niem. Theerofen) – wieś w Polsce położona w województwie wielkopolskim, w powiecie czarnkowsko-trzcianeckim, w gminie Trzcianka.

## Geografia
Wieś jest położona wśród lasów, nad jeziorem Straduńskim, około 9 km na zachód od Trzcianki. W pobliżu znajduje się ścieżka przyrodniczo-leśna „Nad Bukówką”.

## Historia
Smolarnia została założona w 1600 r. Była własnością Czarnkowskich, Swinarskich, Stanisława Poniatowskiego oraz Józefa Lasockiego. 

## Nazwa wsi
Jak nazwa sugeruje, we wsi wytwarzano smołę drzewną. Jeszcze do 1945 roku we wsi były piece smolarskie. Do 2000 r. w Smolarni wytwarzano węgiel drzewny. W XIX wieku w miejscowości znajdowała się łuszczarnia, w której składowano nasiona.
W szachulcowym dworku mieścił się ośrodek szkoleniowy kadr leśnych, później ośrodek szkolenia Ministerstwa Leśnego, a następnie Transportu Leśnego. Od 1997 r. dworek jest własnością prywatną i mieści się w nim hotel konferencyjny.

## Dawne województwo i powiat
W latach 1975–1998 miejscowość położona była w województwie pilskim oraz w powiecie Trzcianeckim. W skład sołectwa Smolarnia wchodzi osada Gintorowo.